# Åsmon
Åsmon is een plaats in de gemeente Sollefteå in het landschap Ångermanland en de provincie Västernorrlands län in Zweden. De plaats heeft 76 inwoners (2005) en een oppervlakte van 29 hectare.